# Phodopus roborovskii
El hámster enano de Roborovski (Phodopus roborovskii) es una especie de roedor miomorfo de la familia Cricetidae propio de Asia. No se reconocen subespecies.

## Descripción
Se caracteriza por poseer una cola corta y por la planta velluda de los miembros posteriores. Es la especie de menor tamaño de su género, mide hasta 9 cm. La longitud de la cola oscila entre 6 y 11 mm. El pelaje es fino y suave, de color gris en el dorso y blanco en las partes inferiores, cola y alrededor de la boca, con variaciones de color según la zona. Sobre cada ojo presenta una pequeña mancha blanca. Tiene grandes abazones que le permiten transportar los alimentos.
Su fórmula dentaria es la siguiente: 1/1, 0/0, 0/0, 3/3 = 16.

## Distribución y hábitat
Está ampliamente distribuido en Asia, encontrándose en desiertos y semidesiertos de arena de Mongolia, zonas adyacentes de Kazajistán, Tuvá (Rusia) y el norte de China.

## Comportamiento

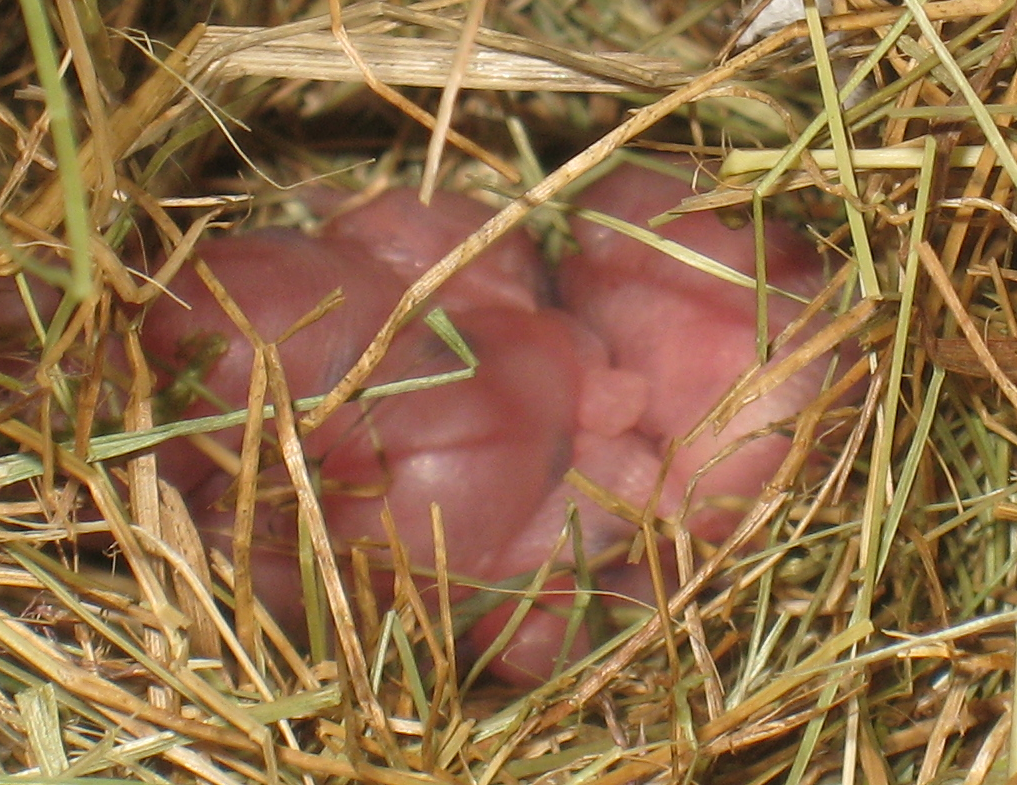
Nido de hámster enano de Roborovski.

El hámster enano de Roborovski no hiberna y es de hábitos nocturnos.
Excava madrigueras, con una sola abertura de unos 4 cm de diámetro, en las dunas de arena o en sus márgenes, las cuales suelen llegar a tener 90 cm de profundidad y albergar un único nido y dos o tres habitaciones con reservas de alimentos. El nido suele estar construido con lana de oveja o camello. Se alimenta de semillas, y en menor medida de otra materia vegetal e insectos.
El período de cría tiene lugar de marzo a septiembre. Tras una gestación de 20 días, la hembra pare de 3 a 9 crías, pudiendo tener hasta 4 camadas por año. Las crías nacen ciegas, lampiñas y pesan entre 1,0 y 2,1 gramos. A los 11 días están cubiertas de pelo y a los 14 son capaces de oír y abren los párpados; son destetadas a los 19 días.